# Kim Shin-rok
Dans ce nom coréen, le nom de famille, Kim , précède le nom personnel.
Pour les articles homonymes, voir Kim.
Kim Shin-rok (hangeul : 김신록 ; RR : Gim Sin-rok ; MR : Kim Sin-rok) est une actrice sud-coréenne, née le 24 mars 1981.

## Filmographie

### Cinéma

#### Longs métrages
- 2005 : Rules of Dating (en) (연애의 목적) de Han Jae-rim : une professeure
- 2008 : Dimmer (연애의 목적) de Kim Sam-ryeok : Da-eun
- 2011 : White Butterfly (en) (하얀 나비) de Kim Sam-ryeok :
- 2018 : Burning (버닝) de Lee Chang-dong : Shin-rok

Prochainement
- 2024 : Soulèvement (전,란) de Kim Sang-man : Beom-dong[1]

#### Courts métrages
- 2004 : Tropical Night (열대야) de Ha Sung-sil
- 2005 : Wishing That My Love Would Reach Your Heart (나의 마음이 너에게 가 닿길) de Kim Sam-ryeok

### Télévision

#### Séries télévisées
- 2020 : The Cursed (en) (방법) : Seok-hee
- 2021 : Beyond Evil (en) (괴물) : Oh Ji-hwa
- 2021 : You Are My Spring (너는 나의 봄) : Kim Myeong-ja
- 2021 : Work Later, Drink Now (술꾼도시여자들) : la chef d'équipe (2 épisodes)
- depuis 2021 : Hellbound (지옥) : Park Jeong-ja (6 épisodes)
- 2021 : One Ordinary Day (en) (어느 날) : Ahn Tae-hee
- 2022 : If You Wish Upon Me (당신이 소원을 말하면) : Hye-jin (caméo)
- 2022 : A Model Family (모범가족) : Moon Jeong-gook
- 2022 : Reborn Rich (en) (재벌집 막내아들) : Jin Hwa-yeong
- 2022 : Shadow Detective (형사록 시즌) : Jin Hwa-yeong (saisons 1 et 2)
- 2023 : Moving (en) (무빙) : Yeo Woon-gyoo
- 2023 : Sweet Home (스위트홈) (saison 2)[2]

Prochainement
- 2024 : Sweet Home (스위트홈) (saison 3)